# Maßäquivalenz
Im mathematischen Gebiet der Gruppentheorie ist die Maßäquivalenz von Gruppen eine Abschwächung des Begriffs der Quasi-Isometrie.
In Abgrenzung zur geometrischen Gruppentheorie, in der Gruppen bis auf Quasi-Isometrie klassifiziert werden, bezeichnet man die Untersuchung von Gruppen bis auf Maßäquivalenz als meßbare Gruppentheorie (engl.: measurable group theory).
Die Maßäquivalenz sollte nicht mit der Äquivalenz von Maßen verwechselt werden.

## Definition
Zwei abzählbare Gruppen {\displaystyle \Gamma } und {\displaystyle \Lambda } heißen maßäquivalent, wenn es kommutierende maßerhaltende freie Wirkungen von {\displaystyle \Gamma } und {\displaystyle \Lambda } auf einem Maßraum {\displaystyle (\Omega ,m)} mit {\displaystyle m(\Omega )=\infty } gibt, die beide einen Fundamentalbereich von endlichem Maß haben.
Der Raum {\displaystyle (\Omega ,m)} mit den Wirkungen von {\displaystyle \Gamma } und {\displaystyle \Lambda } heißt eine Kopplung von {\displaystyle \Gamma } und {\displaystyle \Lambda }. Das Verhältnis der Volumina der Fundamentalbereiche heißt Kopplungskonstante
{\displaystyle c_{\Gamma ,\Lambda }:={\frac {vol(\Omega /\Lambda )}{vol(\Omega /\Gamma )}}}.

### Motivation der Definition
Gromov hat gezeigt, dass zwei endlich erzeugte Gruppen genau dann quasi-isometrisch sind, wenn es kommutierende, stetige Wirkungen auf einem lokalkompakten Raum gibt, die eigentlich diskontinuierlich und kokompakt sind.
Die Definition der Maßäquivalenz ist in diesem Sinne eine Abschwächung der Definition der Quasi-Isometrie. Es ist aber eine offene Frage, ob quasi-isometrische Gruppen immer auch maßäquivalent sind.

## Beispiele
- Zwei Gitter {\displaystyle \Gamma } und {\displaystyle \Lambda } in einer lokalkompakten Gruppe {\displaystyle G} sind maßäquivalent. Die Gruppe {\displaystyle G} mit dem Haarmaß sowie der Linkswirkung von {\displaystyle \Gamma } und der Rechtswirkung von {\displaystyle \Lambda } ist eine Kopplung. (Hingegen sind diese Gitter im Allgemeinen nicht quasi-isometrisch, dies gilt nur für kokompakte Gitter.)
- Eine abzählbare Gruppe ist genau dann maßäquivalent zur Gruppe der ganzen Zahlen {\displaystyle \mathbb {Z} }, wenn sie mittelbar ist.
- Gitter {\displaystyle \Gamma _{1}\subset G_{1},\Gamma _{2}\subset G_{2}} in zusammenhängenden, einfachen Lie-Gruppen vom {\displaystyle \mathbb {R} }-Rang {\displaystyle rk_{\mathbb {R} }(G_{i})\geq 2} mit trivialem Zentrum sind nur dann maßäquivalent, wenn {\displaystyle G_{1}=G_{2}} ist.

## Eigenschaften
Maßäquivalenz ist eine Äquivalenzrelation.
Eine Maßäquivalenz heißt ergodisch, wenn die Wirkung von {\displaystyle \Gamma \times \Lambda } auf {\displaystyle \Omega } ergodisch ist. Jede Maßäquivalenz hat eine Ergodenzerlegung als Integral ergodischer Maßäquivalenzen.
Zwei abzählbare Gruppen sind genau dann maßäquivalent, wenn sie stabil orbitäquivalente wesentlich freie maßerhaltende Wirkungen erlauben.

## Invarianten
Seien {\displaystyle \Gamma } und {\displaystyle \Lambda } maßäquivalente Gruppen mit Kopplungskonstante {\displaystyle c=c_{\Gamma ,\Lambda }}. Dann gilt:
- {\displaystyle cost(\Lambda )-1=c(cost(\Gamma )-1)} für die Kosten der Gruppen,
- {\displaystyle b_{i}^{(2)}(\Lambda )=cb_{i}^{(2)}(\Gamma )\ \forall i\geq 0} für die L2-Betti-Zahlen,
- die ergodischen Dimensionen von {\displaystyle \Gamma } und {\displaystyle \Lambda } stimmen überein.

## Darstellungstheorie
Wenn zwei Gruppen maßäquivalent sind, dann induziert jede (unitäre) Darstellung der einen Gruppe eine (unitäre) Darstellung der anderen.
Insbesondere sind Eigenschaft T, Mittelbarkeit und die Haagerup-Eigenschaft wohl-definierte Eigenschaften modulo Maßäquivalenz.